# Еленор Катон
Елеанор Катон (енгл. Eleanor Catton, Лондон, Онтарио, Канада, 1985) је новозеландска романописац и сценариста. Рођена у Канади, Кетон се као дете преселила на Нови Зеланд и одрастала у Крајстчерчу. Завршила је мастер студије креативног писања на Међународном институту за модерно писмо. Њен награђивани дебитантски роман, The Rehearsal (Проба) написан као њен магистарски рад, објављен је 2008. године, а адаптиран је у истоимени филм из 2016. године. Њен други роман, The Luminaries (Видела), освојио је Букерову награду 2013. године, чиме је Катон постала најмлађи писац који је икада добио награду (са 28 година) и тек други Новозеланђанин. Касније је адаптирана у телевизијску мини серију, са Катоновом као сценаристом. Године 2023. проглашена је на листи најбољих младих британских романописаца Granta.

## Рани живот
Катон је рођена у Канади 1985.  где је њен отац био постдипломски студент који је докторирао на Универзитету Западног Онтарија уз стипендију Комонвелта. Њена мајка Џудит је Новозеланђанка из Кентерберија, док њен отац, филозоф Филип Катон, долази из државе Вашингтон. Њена породица се вратила на Нови Зеланд када је имала шест година, а Катон је одрастала у Крајстчерчу. Њена мајка је у то време била дечја библиотекарка, а породица није имала ТВ; Катон је била страствени читалац и писац од раног детињства.
Када је имала 13 година, породица је провела годину дана живећи у Лидсу док је њен отац био на одмору док је био још запослен на Универзитету, а Катон је похађала локалну свеобухватну школу Лонсвуд коју је она називала „невероватном“ и „славно грубом“.    У Крајстчерчу је похађала средњу школу Бурнсајд, студирала енглески језик на Универзитету у Кентерберију и завршила мастер диплому из креативног писања на Међународном институту за модерна писма Универзитета Викторија у Велингтону.  У сродству је са историчарем Брусом Катоном. 

## Књижевна каријера

### Проба
Кетонин дебитантски роман, The Rehearsal (Проба), објављен је 2008. када је имала 22 године. Написана као њен магистарски рад,  бави се реакцијама на аферу између учитеља и девојчице у његовој средњој школи. The Rehearsal је освојио Betty Trask Award 2009. у Великој Британији, и био је на дугој листи за Женску награду за белетристику и на ужем избору Гардијанове награде за прву књигу. 
Те године Катонова је добила стипендију за Радионицу писаца у Ајови, где је завршила МФА и предавала креативно писање до 2011.  Године 2011. била је резидентна књижевница Урсуле Бетел на Универзитету у Кентерберију,  а 2012. писац у резиденцији у Центру писаца Мајкла Кинга у Окланду.
У 2016. години, The Rehearsal  је адаптирана у истоимени филм у режији Alison Maclean. Приказан је у одељку Савремени светски филм на Међународном филмском фестивалу у Торонту 2016.  

### Видела
Катонин други роман The Luminaries започела је у Радионици писаца у Ајови, када је имала 25 година, а објављен је 2013. Радња романа смештена је на златним пољима Новог Зеланда 1866. Ушао је у ужи избор и касније освојио Букерову награду 2013. године, чиме је Катон са 28 година постао најмлађи писац који је икада добио Букерову награду, победивши више познатих имена као што су Џампа Лахири и Colm Tóibín.  Катон је раније, са 27 година, била најмлађи аутор који је икада био у ужем избору за Букерову награду.  
Са 832 странице, The Luminaries (у Србији објављен у два тома, Видела 1.том и Видела 2.том) је био најдужи рад који је освојио награду у својој 45-годишњој историји. Председавајући судија, Robert Macfarlane, је прокоментарисао: "То је сјајно дело. То је сјајно дело. Огромно је, а да није распрострањено." Џонатан Рупин из Foyles је рекао: „Уверен сам да јој је суђено да буде један од најважнијих и најутицајнијих писаца своје генерације.  Катоновој је војвоткиња од Корнвола уручена награда 15. октобра 2013. у Гилдхолу. 
У новембру 2013. Катон је награђена књижевном наградом генералног гувернера Канаде за фикцију за The Luminaries.  У јануару 2014. објављено је да ће Катоновој у мају бити додељена почасни степен доктора књижевности на Универзитету Викторија у Велингтону,  где је студирала. На новогодишњим почастима 2014. именована је за члана Новозеландског ордена за заслуге у књижевности.

### Сценарио
Катон је као тинејџерка снимала филмове о зомбијима са својим пријатељима и учествовала у филмском изазову 48 сати, али никада није студирала писање сценарија.
Када је Luminaries адаптирана у телевизијску мини серију, Катон је био сценариста, "необичан, ако не и потпуно нечувен" аранжман.   Катон је написала стотине нацрта пилот епизоде, али је крајем 2015. BBC Two одбио серију; затим је померила фокус како би протагонисткињу Ану Ветерел учинила споредним ликом у књизи, и поново написала серију, коју је средином 2016. наручио Би-Би-Си. Радила је као шоуранер са редитељком Claire McCarthy током снимања. 
TVNZ и BBC серија од шест епизода дебитовала је 17. маја 2020. 
Катон је такође написала сценарио за филмску верзију Еме из 2020, адаптирану по роману Џејн Остин.  Признала је да никада није читала роман када су јој приступили да напише сценарио, али је била упозната са новијим адаптацијама, укључујући филм Откачена плавуша. 

### Birnam Wood
Катонов трећи роман, Birnam Wood  објављен је у фебруару 2023. Наслов је преузет из Магбета, а Катон је рекла да роман црпи инспирацију из представе.  То је савремени трилер о групи младих климатских активиста који себе називају Birnam Wood.
Роман је ушао у ужи избор за Гилерову награду 2023.   York Times ју је назвао једном од 100 значајних књига 2023. 

## Политика
У интервјуу на Књижевном фестивалу у Џајпуру у јануару 2015, Катон је рекла да су владе Аустралије, Канаде и Новог Зеланда предвођене „неолибералним, профитом опседнутим, веома плитким, веома гладним политичарима који не маре за културу...Њима је стало до краткорочних добитака. Уништили би планету да би могли да имају живот какав желе. Веома сам љут на своју Владу".  
Премијер Џон Ки рекао је да је разочаран Катониним недостатком поштовања према његовој влади и тврди да је она повезана са Партијом зелених. Следећег дана је рекао да њеном ставу не треба придавати више поверења него ставовима Питера „Ледог месара“ Лича или Ричија Мекоа.
У јануару 2015, водитељ RadioLive-а Шон Планкет назвао је Катонову издајником и „незахвалном хуа“, маорским жаргонском речју коју су неки слушаоци помешали са „курвом“.  Синдикат пореских обвезника је такође објавио саопштење за медије у којем се види да је Катонова добила око 50.000 долара подршке за Креативни Нови Зеланд током своје каријере, и тврди да „ако госпођа Катон није захвална на подршци Владе Новог Зеланда док је писала The Luminaries, можда она би требало да искористи неке од значајних хонорара да врати новац“. 
У посту на блогу који је реаговао на ову аферу, Катон је прокоментарисала да су њене пријављене примедбе сажети део већег интервјуа и била је збуњена зашто је њен коментар на фестивалу у Џајпуру изазвао такву контроверзу: „Слободно сам разговарала са страним новинарима откако сам први пут објављен у иностранству и много пута сам критиковао владу кључа, неолибералне вредности и нашу културу антиинтелектуализма."  Наставила је:
У будућим интервјуима страним медијима, наравно, разговараћу о запаљивим, опаким и покровитељским стварима које су ове недеље емитоване и објављене на Новом Зеланду. Ја ћу, наравно, разговарати о застрашујућој брзини којом моћна десница креће да дискредитује и ућутка оне који их доводе у питање, и о култури страха и хистерије која преовлађује. Али ја ћу се надати бољем, и захтевати га.
Критике на рачун Катонове изазвале су медијску буру, укључујући објављивање бројних карикатура, а политички коментатор Брајс Едвардс назвао ју је „Катонгејт“.   Едвардс је цитирао бројне друге коментаторе који су подржали Катонино право да изрази своје ставове и рекао да контроверза одражава празнину јавне дебате на Новом Зеланду и медија и политике. 

## Лични живот
Катон је у Радионици писаца у Ајови упознала песника рођеног у Чикагу Стивена Тусена, а Тусен се преселио на Нови Зеланд 2011. да би започео докторат из авангардне поезије САД на Универзитету Викторија у Велингтону.   Пар је касније живео у Mount Eden-у са своје две мачке (Лаура Палмер и Исис), док је Катон хонорарно предавала креативно писање на Технолошком институту Манукау.   Катон описује Тусена као првог читаоца њених нацрта, и он је победио у расправи око тога да ли један лик у The Luminaries треба убити.  Венчали су се 3. јануара 2016.     Ажурирано: 2023. пар живи у Кембриџу у Енглеској са својом ћерком.

## Филантропија
У 2014. Катон је искористила своје добитке од New Zealand Post Book да установи Lancewood/Horoeka Grant. Грант нуди стипендију писцима у настајању са циљем да се обезбеде „средства и могућност да не пишу, већ да читају, и да поделе оно што науче кроз читање са својим колегама из уметности“.  Примаоци су били Ејми Браун, Крег Клиф и Ричард Мерос .

## Награде и почасти
- 2007.
  - Награда Адамове фондације за креативно писање за The Rehearsal (Проба)[42]
  - Такмичење за кратку причу The Sunday Star-Times (НЗ) за Necropolis (Некропола) [43]
- 2008.
  - Glenn Schaeffer Fellowship на Радионици писаца у Ајови [43]
  - Нова стипендија Луиса Џонсона [43]
- 2009.
  - Награда Бети Траск за The Rehearsal (Проба) [44]
  - Новозеландско друштво аутора Hubert Church-а (Монтана) Награда за најбољу прву књигу за фикцију за The Rehearsal[45]
  - Ужи избор за Guardian First Book Award за The Rehearsal [46]
  - Дуга листа Женске награде за белетристику за The Rehearsal[47]
- 2010.
  - Amazon.ca награда за први роман за The Rehearsal [48]
- 2013.
  - Букерова награда за The Luminaries
  - Награда генералног гувернера за белетристику на енглеском језику за The Luminaries [49]
- 2014.
  - New Zealand Post Book Awards Награда за фикцију и People's Choice Award за The Luminaries [50]
  - Ужи избор за награду Валтер Скот за The Luminaries[51]
  - DLitt, почасни докторат који додељује Универзитет Викторија у Велингтону
- 2023.
  - Granta Најбољи од младих британских романописаца [52] [53]

### Новеле
- The Rehearsal, (Victoria University Press, Велингтон, Нови Зеланд), 2008.
- The Luminaries, (Victoria University Press, Велингтон, Нови Зеланд), 2013.
- Birnam Wood, (Granta Books, Лондон, Уједињено Краљевство), 2023. [54]
- Doubtful Sound (TBC)

### Кратке приче
- Различите кратке приче објављене у  Best New Zealand Fiction Vol. 5. (2008); Penguin Book of Contemporary New Zealand Short Stories (2009) и Granta, издање 106 (лето 2009).

### Филмови
- Ема. (2020). Режија: Autumn de Wilde.